# La Séductrice (film, 2004)
Pour les articles homonymes, voir La Séductrice.
Pour plus de détails, voir Fiche technique et Distribution.
La Séductrice (ou Une femme honorable au Québec et A Good Woman en anglais) est un film dramatique réalisé par Mike Barker, sorti en 2004.

## Synopsis
Dans les années 1930, à Amarfi en Italie, le mariage d'un jeune couple de la haute société britannique est en péril, en raison de la venue d'une séductrice qui porte un secret en elle.

## Fiche technique
- Réalisateur : Mike Barker
- Titre original : A Good Woman
- Scénario : Howard Himelstein (d'après la pièce L'Éventail de Lady Windermere d'Oscar Wilde)
- Musique : Richard G. Mitchell
- Montage : Neil Farrell
- Pays de production :  États-Unis /  Royaume-Uni /  Italie /  Espagne /  Luxembourg
- Genre : comédie dramatique, historique
- Date de sortie : 15 septembre 2004
- Recettes États-Unis : 238 609 $
- Recettes mondiales : 6 639 233 $

## Distribution
- Helen Hunt (VF : Danièle Douet ; VQ : Natalie Hamel-Roy) : Mrs. Erlynne
- Scarlett Johansson (VQ : Camille Cyr-Desmarais) : Meg Windermere
- Tom Wilkinson ((VF : Jean-Yves Chatelais ; VQ : Guy Nadon) : Lord Augustus
- Mark Umbers (VQ : Tristan Harvey) : Robert Windemere
- Stephen Campbell Moore (VQ : Jean-François Beaupré) : Lord Darlington
- Milena Vukotic (VQ : Élizabeth Chouvalidzé) : Contessa Lucchino
- Roger Hammond (VQ : Hubert Gagnon) : Cecil
- John Standing (VQ : René Gagnon) : Dumby
- Diana Hardcastle (VQ : Élizabeth Lesieur) : Lady Plymdale